# Paolo La Badessa
Paolo La Badessa (Messina, 1520 – Messina, 1578) è stato un umanista e traduttore italiano.

## Vita
Discendente da famiglia di funzionari statali, attivi già ai tempi di Federico II, Paolo La Badessa  — o Abbadessa o Della Badessa o L'Abbadessa o Badessa —, protetto dal viceré Marcantonio Colonna, ottenne vari incarichi pubblici, fra cui quello di Sovrintendente alla pubblica sanità, in occasione della peste nel corso della quale morì.
Coltivò interessi filologici ed eruditi: l'unica opera a stampa che di lui si conosca è l'Iliade di Omero, tradotta in lingua italiana (1564), in versi sciolti, forse realizzata nel 1563 e relativa ai soli primi 5 libri del poema, dedicati al letterato fiorentino Domenico Ragnina, che lo avrebbe spinto all'impresa.
Il canonico Antonino Mongitore, sulla scorta di Samperi e di altri, riporta la notizia, tra l'altro, di sue traduzioni dell' Odissea e delle Metamorforsi di Ovidio. Inoltre tradusse forse il Ratto di Elena di Colluto Tebano (1571).

## Opere
- 1564: L'Iliade d'Homero tradotta in lingua italiana per Paolo La Badessa messinese, Padoa, appresso Gratioso Perchacino (altra copia on-line).[6]